# Старовірове
Старовірове (до 2024 року — Ано́шкине) — село в Україні, у Троїцькій селищній громаді Сватівського району Луганської області. Населення становить 346 осіб. Орган місцевого самоврядування — Тополівська сільська рада. Через село проходить траса Р 66 «Дьоміно-Олександрівка — Луганськ».

## Населення

### Мова
Розподіл населення за рідною мовою за даними перепису 2001 року:
| Мова       | Кількість | Відсоток |
| ---------- | --------- | -------- |
| російська  | 334       | 96.53%   |
| українська | 8         | 2.31%    |
| вірменська | 4         | 1.16%    |
| Усього     | 346       | 100%     |

## Назва
19 вересня 2024 року Верховна Рада підтримала перейменування села Аношкине на Старовірове. 26 вересня 2024 року перейменування набуло чинності.